# 《美食总动员》获奖名单
《美食总动员》是2007年的美国计算机动画片，也是皮克斯动画工作室制作的第八部动画长片。电影由华特迪士尼影片发行，2007年6月29日在美国上映，布拉德·伯德2005年从简·皮克瓦手中接过导演位置。影片讲述立志当大厨的老鼠为实现梦想与巴黎餐馆勤杂工合作，票房大卖并获影评人认可，上映首周末在北美3940家电影院收入4700万美元登顶票房榜，最后在北美合计收入2亿644万5654美元，全球总票房6亿2444万5654美元。许多影评人把本片列入2007年十大佳片，《巴尔的摩太阳报》的迈克尔·斯拉格排第一，《纽约时报》的斯科特、《洛杉磯時報》的卡里纳·乔卡诺、华尔街日报的乔·莫根斯特恩均排第二。
《美食总动员》获五项奥斯卡金像奖提名，除最佳动画长片获奖外，原著剧本、原创配乐、音效、音效剪辑分别不敌《朱诺》、《神鬼認證：最後通牒》、《赎罪》。影片入围13项安妮奖并拿下最佳动画片，两项最佳动画效果不敌《衝浪季節》，詹妮安·加罗法洛、伊恩·荷姆、帕顿·奥斯瓦尔特均获最佳配音奖提名，最后荷姆获奖。本片还获芝加哥影评人协会、國家評論協會、評論家選擇協會、英国电影学院奖、金球獎最佳动画片奖。

## 奖项
| 颁奖日期       | 机构                    | 奖项                        | 提名人                                                   | 结果                        |
| -------------- | ----------------------- | --------------------------- | -------------------------------------------------------- | --------------------------- |
| 2008年2月24日  | 奥斯卡金像奖            | 原著剧本                    | 布拉德·伯德、简·皮克瓦、吉姆·卡波比安科                  | 提名                        |
| 2008年2月24日  | 奥斯卡金像奖            | 动画长片                    | 布拉德·伯德                                              | 獲獎                        |
| 2008年2月24日  | 奥斯卡金像奖            | 原创配乐                    | 迈克·吉亚奇诺                                            | 提名                        |
| 2008年2月24日  | 奥斯卡金像奖            | 音效剪辑                    | 兰迪·汤姆、迈克尔·席维斯                                 | 提名                        |
| 2008年2月24日  | 奥斯卡金像奖            | 最佳音效                    | 兰迪·汤姆、迈克尔·斯曼内科、多克·凯恩                    | 提名                        |
| 2008年2月17日  | 美国剪辑师工会          | 音乐剧或喜剧类电影最佳剪辑  | 达伦·霍姆斯                                              | 提名                        |
| 2008年2月8日   | 安妮獎                  | 最佳动画效果                | 加里·布鲁因斯                                            | 提名                        |
| 2008年2月8日   | 安妮獎                  | 最佳动画效果                | 乔恩·雷施                                                | 提名                        |
| 2008年2月8日   | 安妮獎                  | 最佳动画长片                | 皮克斯工作室                                             | 獲獎                        |
| 2008年2月8日   | 安妮獎                  | 最佳长片角色动画            | 米哈尔·马卡雷维奇                                        | 獲獎                        |
| 2008年2月8日   | 安妮獎                  | 最佳动画长片角色设计        | 卡特·戈德里奇                                            | 獲獎                        |
| 2008年2月8日   | 安妮獎                  | 最佳动画片导演              | 布拉德·伯德                                              | 獲獎                        |
| 2008年2月8日   | 安妮獎                  | 最佳动画片音乐              | 迈克·吉亚奇诺                                            | 獲獎                        |
| 2008年2月8日   | 安妮獎                  | 最佳动画片艺术指导          | 哈雷·杰斯普                                              | 獲獎                        |
| 2008年2月8日   | 安妮獎                  | 最佳动画片分镜              | 泰德·马托特                                              | 獲獎                        |
| 2008年2月8日   | 安妮獎                  | 最佳动画片配音              | 詹妮安·加罗法洛                                          | 提名                        |
| 2008年2月8日   | 安妮獎                  | 最佳动画片配音              | 伊恩·荷姆                                                | 獲獎                        |
| 2008年2月8日   | 安妮獎                  | 最佳动画片配音              | 帕顿·奥斯瓦尔特                                          | 提名                        |
| 2008年2月8日   | 安妮獎                  | 最佳动画片编剧              | 布拉德·伯德                                              | 獲獎                        |
| 2008年2月14日  | 藝術指導工會            | 奇幻片类                    | 哈雷·杰斯普                                              | 提名                        |
| 2007年12月9日  | 波士頓影評人協會        | 最佳编剧                    | 布拉德·伯德                                              | 獲獎                        |
| 2008年2月10日  | 英国电影和电视艺术学院  | 最佳动画片                  | 布拉德·伯德                                              | 獲獎                        |
| 2008年1月7日   | 評論家選擇協會          | 最佳动画片                  |                                                          | 獲獎                        |
| 2008年1月11日  | 俄亥俄中部影评人协会    | 最佳动画片                  |                                                          | 獲獎                        |
| 2007年12月13日 | 芝加哥影评人协会        | 最佳动画片                  |                                                          | 獲獎                        |
| 2007年12月13日 | 芝加哥影评人协会        | 最佳原著剧本                | 布拉德·伯德                                              | 提名                        |
|                | 克里斯托弗奖            | 最佳长片                    |                                                          | 獲獎                        |
| 2007年12月17日 | 达拉斯—沃斯堡影评人协会 | 最佳动画片                  |                                                          | 獲獎                        |
|                | 帝國獎                  | 最佳影片                    |                                                          | 提名                        |
| 最佳喜剧       | 帝國獎                  |                             |                                                          | 提名                        |
| 2008年1月13日  | 金球獎                  | 最佳动画片                  | 布拉德·伯德                                              | 獲獎                        |
|                | 金预告片奖              | 最佳动画/家庭电影电视预告片 |                                                          | 提名                        |
| 2008年2月10日  | 葛萊美獎                | 最佳原声带唱片              | 迈克·吉亚奇诺                                            | 獲獎                        |
| 200年10月27日  | 好莱坞电影节            | 年度动画                    |                                                          | 獲獎                        |
| 2008年1月12日  | 堪萨斯影评人协会        | 最佳动画片                  |                                                          | 獲獎                        |
| 2008年3月29日  | 儿童选择奖              | 最佳动画片                  |                                                          | 獲獎                        |
| 2007年12月21日 | 拉斯维加斯影评人协会    | 最佳动画片                  |                                                          | 獲獎                        |
| 2007年12月21日 | 拉斯维加斯影评人协会    | 最佳家庭片                  |                                                          | 獲獎                        |
| 2007年12月9日  | 洛杉磯影評人協會        | Best Animation              |                                                          | 獲獎 （与《茉莉人生》并列） |
| 2008年2月21日  | 电影音效剪辑师          | 最佳动画片音效剪辑          |                                                          | 提名                        |
| 2007年12月5日  | 國家評論協會            | 最佳动画片                  |                                                          | 獲獎                        |
| 2008年1月9日   | 在线影评人协会          | 最佳动画片                  |                                                          | 獲獎                        |
| 2008年1月9日   | 在线影评人协会          | 最佳原著剧本                | 布拉德·伯德                                              | 提名                        |
| 2008年1月9日   | 人民选择奖              | 最佳家庭片                  |                                                          | 提名                        |
| 2007年12月18日 | 凤凰城影评人协会        | 最佳动画片                  |                                                          | 獲獎                        |
| 2008年2月2日   | 美國製片人協會          | 动画电影年度制片人奖        | 布拉德·刘易斯                                            | 獲獎                        |
| 2007年12月17日 | 卫星奖                  | 最佳动画或混合媒体电影      |                                                          | 獲獎                        |
| 2007年12月17日 | 卫星奖                  | 最佳原创配乐                | 迈克·吉亚奇诺                                            | 提名                        |
| 2007年12月17日 | 卫星奖                  | 最佳青少年DVD               |                                                          | 獲獎                        |
|                | 土星獎                  | 最佳动画片                  |                                                          | 獲獎                        |
| 最佳编剧       | 土星獎                  | 布拉德·伯德                 |                                                          | 獲獎                        |
| 2008年2月21日  | 美国视觉效果工会        | 最佳动画片动画角色          | 詹妮安·加罗法洛、杰米·兰德斯、小西园子、保罗·艾奇尔      | 獲獎                        |
| 2008年2月21日  | 美国视觉效果工会        | 最佳动画片效果              | 达温·佩奇、陈森、埃里克·弗洛姆林、托尔加·格特金          | 提名                        |
| 2008年2月21日  | 美国视觉效果工会        | 最佳动画片效果（食品）      | 乔恩·雷施、杰森·约翰斯顿、埃里克·弗洛姆林、托尔加·格特金 | 獲獎                        |
| 2008年2月21日  | 美国视觉效果工会        | 最佳电影辅助视觉效果        | 迈克尔·方、阿普尔瓦·沙、克里斯汀·瓦格纳、迈克尔·付       | 獲獎                        |
| 2007年12月10日 | 华盛顿特区影评人协会    | 最佳动画片                  |                                                          | 獲獎                        |
| 2007年12月10日 | 世界电影配乐奖          | 最佳原创歌曲                | 迈克·吉亚奇诺、卡米尔                                    | 提名                        |
|                | 青年艺术家奖            | 最佳家庭片（动画类）        |                                                          | 獲獎                        |